# Kenanga (Sindang)
Kenanga is een bestuurslaag in het regentschap Indramayu van de provincie West-Java, Indonesië. Kenanga telt 5544 inwoners (volkstelling 2010).